# Herman Laverdière
Pour les articles homonymes, voir Laverdière.
Herman E. Laverdière (né le 13 mars 1927 et décédé le 21 mai 2001) est un enseignant et homme politique fédéral du Québec.
Né à Saint-Lazare dans la région de Chaudière-Appalaches, Herman Laverdière entame sa carrière politique en devenant député du Parti libéral du Canada dans la circonscription de Bellechasse lors des élections fédérales canadiennes de 1963. Réélu en 1965, il ne se représente pas en 1968.